# یوزف لیترو
یوزف یوهان فون لیترو (به انگلیسی: Joseph Johann von Littrow) (13 مارس ۱۷۸۱ هورشووکس تیین - ۳۰ نوامبر ۱۸۴۰ وین) یک ستاره‌شناس اتریشی بود. در سال ۱۸۳۷ لقب اشرافی «یوزف یوهان ادلر فون لیترو» به او اعطا شد. او پدر کارل لودویگ ادلر فون لیترو و راهنمای نیکولای براشمان، ریاضی‌دان برجسته بود. مدتی در روسیه فعالیت داشت، جایی که پسرش که جانشین او شد، به دنیا آمد.
او در سال ۱۸۱۹ مدیر رصدخانهٔ وین شد و تا زمان درگذشتش در این سمت باقی ماند. لیترو تنها نگاشت رتروآزیموتال همسان را طراحی کرد که به نام «نگاشت لیترو» شناخته می‌شود. او همچنین کتاب شگفتی‌های آسمان را' نوشت که محبوبیت زیادی پیدا کرد و تا سال ۱۸۹۷ هشت بار تجدید چاپ شد.
لیترو اغلب با ایده‌ای منسوب به او شناخته می‌شود که پیشنهاد کرده بود در بیابان صحرا کانالی دایره‌ای شکل حفر و آن را با نفت سوزان پر کند تا وجود هوش انسانی را به موجودات احتمالی فرازمینی نشان دهند. با این حال، انتساب این ایده به او قطعی نیست و ممکن است افسانه‌ای باشد.
در گرامیداشت او، یکی از دهانه‌های کرهٔ ماه به نام وی نام گذاری شده است. او جد پنجم کاردینال کاتولیک رومی، کریستوف شونبورن است.